# Psychotrine

La psychotrine est un composé aromatique phénolique de formule C28H36N2O4. C'est un alcaloïde isoquinoléino-monoterpénique issu de la tyrosine ou phénylalanine et du sécologanoside. Elle comporte deux noyaux isoquinoléiques reliés par une unité monoterpénique en C9. La psychotrine a été isolée, en même temps que la céphéline, par Paul et Cownley en 1894.
La psychotrine diffère de l'émétine par l'absence d'un groupe méthyle remplacé par un atome d'hydrogène. La psychotrine est une déhydrocéphéline. Son hydrogénation conduit à la céphéline, et cette dernière peut être convertie en émétine par méthylation du groupe hydroxyle phénolique.

## Activité biologique
La psychotrine se rencontre chez certaines plantes telles que Alangium salviifolium (Alangiaceae), Carapichea ipecacuanha, Pogonopus tubulosus, Pogonopus speciosus (Rubiaceae), etc. C'est après l'émétine et la céphéline, molécules structurellement proches, l'un des principaux alcaloïdes de l'ipéca. La psychotrine et son éther O-méthylique sont des inhibiteurs sélectifs de la transcriptase inverse du virus 1 de l'immunodéficience humaine. La psychotrine montre une faible activité cytotoxique contre plusieurs lignées cellulaires cancéreuses humaines.